# Władimir Riabokoń
Władimir Iwanowicz Riabokoń (ros. Владимир Иванович Рябоконь, ur. 1898 w chutorze Plekaczowka w guberni charkowskiej, zm. 10 lutego 1938) – radziecki działacz partyjny i państwowy.

## Życiorys
W lipcu 1917 wstąpił do SDPRR(b), w listopadzie 1917 został członkiem Komitetu Powiatowego SDPRR(b) w Wiaźmie, potem kierował powiatowym oddziałem finansowym w Wiaźmie. Od lipca 1918 był sekretarzem Komitetu Powiatowego RKP(b) w Wiaźmie, potem przewodniczącym Wiaziemskiej Powiatowej Rady Związków Zawodowych, później służył w oddziałach specjalnego przeznaczenia, kierował wydziałem Smoleńskiego Komitetu Gubernialnego RKP(b) i był przewodniczącym Smoleńskiego Związku Pracowników Rolnych i Leśnych. W marcu 1920 był członkiem Smoleńskiego Komitetu Gubernialnego RKP(b), od listopada 1920 kierownikiem Wydziału Agitacyjno-Propagandowego Smoleńskiego Komitetu Gubernialnego RKP(b), a w styczniu 1921 i ponownie od listopada 1921 do marca 1922 sekretarzem odpowiedzialnym Smoleńskiego Komitetu Gubernialnego RKP(b). Od kwietnia 1922 studiował na Komunistycznym Uniwersytecie im. Swierdłowa, od maja 1924 był sekretarzem odpowiedzialnym Semipałatyńskiego Komitetu Gubernialnego RKP(b), 1927 kierownikiem Wydziału Organizacyjnego Kazachskiego Komitetu Krajowego WKP(b), a od 1927 do stycznia 1930 zastępcą kierownika Wydziału Organizacyjno-Dystrybucyjnego KC WKP(b). W latach 1930–1931 studiował w Instytucie Czerwonej Profesury, 1931-1932 był wiceprezydentem Akademii Nauk Rolniczych ZSRR i do 19 października 1932 członkiem Kolegium Ludowego Komisariatu Rolnictwa ZSRR. Od 1932 do stycznia 1934 był sekretarzem Północnokaukaskiego Komitetu Krajowego WKP(b), od stycznia 1934 do marca 1937 kierownikiem Wydziału Przemysłowo-Transportowego Azowsko-Czarnomorskiego Komitetu Krajowego WKP(b), a od marca do czerwca 1937 II sekretarzem Ordżonikidzewskiego Komitetu Krajowego WKP(b).
14 czerwca 1937 został aresztowany, 8 lutego 1938 skazany na śmierć przez Wojskowe Kolegium Sądu Najwyższego ZSRR pod zarzutem udziału w kontrrewolucyjnej organizacji terrorystycznej i dwa dni potem rozstrzelany. 18 grudnia 1954 pośmiertnie zrehabilitowany.